# Yram
 (avril 2017).
Yram (né Marcel Forhan à Corbeil-Essonnes le 17 novembre 1884 et mort à Shanghai le 1er octobre 1927) est ingénieur électricien, spécialisé dans les installations électriques de tramways et de stations TSF. Il doit sa notoriété à une trilogie métaphysique publiée dans de nombreux pays.

## Biographie
Yram est le pseudonyme de Marcel Louis Forhan, né le 17 novembre 1884 à Corbeil-Essonnes. Fils de Louis Forhan et Céline Berthelot, il avait un frère, Julien, et deux sœurs, Marcelline et Léa.

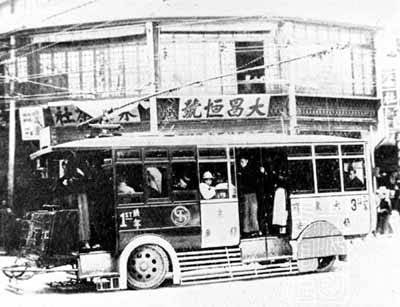
Trolleybus à Shanghai, 1920

Il travaillait en qualité d'ingénieur électricien pour la Compagnie française de tramways et d'éclairage électrique qui l'a envoyé s'installer, peu avant la première guerre mondiale, dans la concession française de Shanghai afin d'y installer une importante centrale électrique de laquelle dépendait son tramway. Il a également participé à l'installation des stations de radiodiffusion TSF (transmission sans fil). C'est en effet en 1908 que les premières lignes de tramway ont été opérationnelles à Shanghai, la France et l'Angleterre ayant beaucoup contribué aux efforts d'aménagements et d'urbanisme de la ville.
Il résida dans cette Concession afin d'y effectuer ces installations (dont les travaux liés à la centrale électrique devaient durer dix ans).
Sa fiancée Suzanne Garbe, née le 4 février 1892 à Guise, le rejoint en Chine depuis l’Égypte où elle vivait avec sa mère. Ils se marièrent le 17 août 1914 à Shanghai. De cette union, naîtra trois enfants sur le sol chinois : Max (né en 1915), Marcel André (né en 1919) et Robert (né en 1920).
En 1927, il attrape une dysenterie qui, faute de soins urgents, se développe en septicémie : il décède le 1er octobre 1927 à Shanghai.
Sa femme retourne en France avec ses trois enfants, où elle trouve un travail dans l’administration d’une industrie pharmaceutique. Elle décédera le 10 décembre 1964.

## Sa trilogie

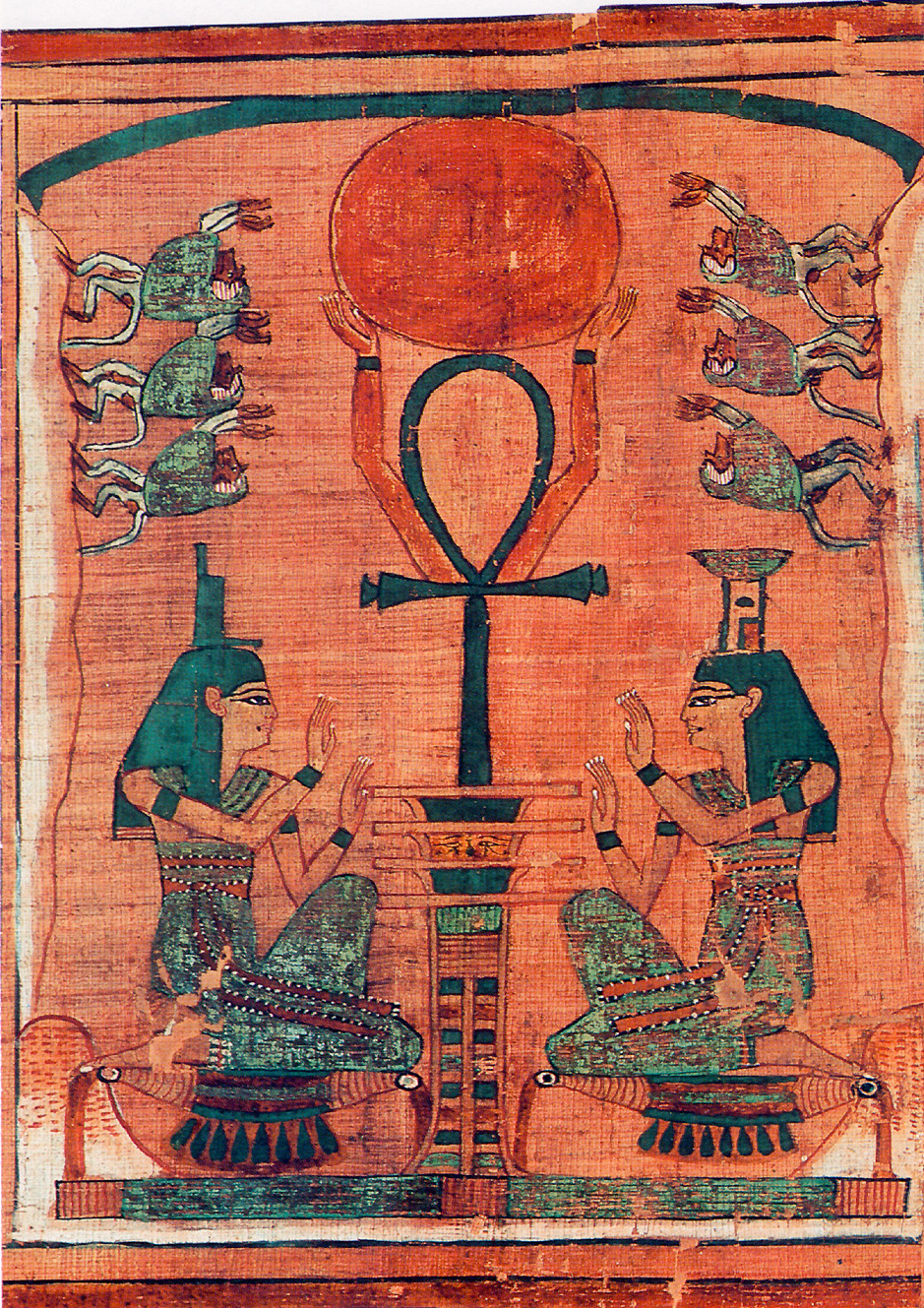
Le Livre des Morts égyptien

Ses livres, publiés dans plusieurs pays (États-Unis, Angleterre, Espagne, Argentine, Moldavie, Roumanie), relatent des expériences vécues hors du corps physique (en anglais Out Of Body Experience). Les déductions auxquelles il parvient fondent à ses yeux un nouveau paradigme, peut-être utopique, susceptible de créer une société plus équitable qui ne craindrait plus l'avènement de la mort et agirait de façon philanthropique. Sur le plan philosophique et social, son œuvre évoque fortement l'utilitarisme de John Stuart Mill, sur le plan métaphysique, Hegel, dans sa conception de l'Absolu notamment, et sur le plan de l'évolution spirituelle ou psychagogique, Teilhard de Chardin.[Interprétation personnelle ?]
Certaines de ses thématiques sont communes (sans être toutefois spécifiques) à la Théosophie (la notion de karma, de corps astral, de plans supérieurs successifs et d'évolution spirituelle) et à des auteurs représentatifs tels qu'Arthur Edward Powell (1882-1969). Cependant, il n'en est pas un fidèle représentant. Preuve en est que les ouvrages du compilateur Powell ne citent pas Yram dans leur riche bibliographie, ni les livres des théosophes, de surcroît… Marcel Forhan ne fait en effet aucune apologétique et n'adhère d'emblée à aucune doctrine, car il entend placer les expériences au fondement même des convictions (qui doivent rester non dogmatiques), selon une démarche assez proche de la phénoménologie husserlienne qui met entre parenthèses toutes les connaissances acquises. Ses critiques envers les dogmes, les préjugés, les croyances, les superstitions, les idéologies, étant présentes dans chacun de ses livres. Profondément anti-sectaire, défendant la libre pensée et le déconditionnement mental, il entendait donner à chacun des clés expérimentales pour corroborer ses propres expériences. Tout comme l'américain Robert Monroe ou le brésilien Waldo Vieira, il espérait qu'un centre d'études scientifiques puisse aborder ces phénomènes.[Interprétation personnelle ?]
Du fait de l'originalité de sa démarche, sans être toutefois un précurseur ou un novateur, cet auteur relève à la fois de la spiritualité (par sa métaphysique qui défend des valeurs éthiques et morales), de l'ésotérisme (par l'expérimentation dans des dimensions astrales et supérieures, ainsi que la télépathie notamment) et de la phénoménologie (par une analyse et une synthèse logiques, menées rationnellement, sans a priori, partant de l'expérience pure). Sa formation scientifique étant certainement responsable de cette méthodologie qui laisse place au doute sceptique avant de donner du crédit à un postulat corroboré par des expériences.[Interprétation personnelle ?]

## Œuvres
- Aimez-vous les uns les autres (tome 1) aux éditions Adyar, 1925.
- Le médecin de l’âme (tome 2) aux éditions Adyar, 1925 (republié ensuite).
- L’évolution dans les mondes supérieurs (tome 3) aux éditions Adyar, 1926, aux éditions GVP, 2000  (ISBN 2-914303-11-4).
- Du rêve à l'action (livre non publié, ses carnets ayant été perdus)
- Practical astral projection, Kessinger Publishing co / Samuel Weiser Inc., New York
- Amaos los unos a los otros - Análisis y síntesis del amor universal, Colección Horus Mayor, Kier, 1959, 158 p.
- El Medico del alma, Colección Horus Mayor, Kier, 1959  (ISBN 950-17-0321-5)
- La Evolución de los Mundos Superiores, Colección Horus Mayor, Kier, 1959, 190 p. (Argentine)
- Secretele Luminor Astrale, Editurii Shambala, 1998 (Roumanie)